# 더 나이트 (영화)
더 나이트(The Night)는 이란에서 제작된 코우로시 아하리 감독의 2020년 공포, 스릴러 영화이다. 코우로시 아하리 감독의 데뷔 작품이다. 샤하브 호세이니 등이 주연으로 출연하였다.
2020년 1월 20일 샌타바버라 국제 영화제에서 전 세계 초연되었다. 미국에서 2021년 1월 29일 IFC 미드나이트에 의해 개봉되었고 2021년 2월 24일 이란에서 매머드 픽처스와 아야트 필름 컴퍼니에 의해 개봉되었다. 비평가들로부터 긍정적인 평가를 받았다.

## 출연
- 샤하브 호세이니 : 바박 역
- 니오샤 누르 : 네다 역
- 마이클 그레이엄 : 경찰관 역
- 조지 맥과이어 : 호텔 접수원 역
- 지아 모라 : 사라 역
- 엘레스터 라댐 : 실향민 역

## 수상
- 2020년 제30회 시네퀘스트 영화제 후보 장편영화
- 2020년 제35회 산타바바라 국제영화제 후보 독립영화 경쟁, 월드 프리미어
- 2020년 제53회 시체스영화제 후보 판타스틱 파노라마
- 2021년 제69회 멜버른 국제 영화제 후보 새로운 이란 영화